# Graziano (usurpatore)
Graziano (latino: Gratianus; ... – 407) è stato un generale romano che prese il potere in Britannia.

## Biografia
Dopo la morte di un precedente usurpatore, Marco, agli inizi del 407 Graziano fu acclamato imperatore dalle truppe di stanza in Britannia. Paolo Orosio ricorda che era un britanno e che apparteneva all'aristocrazia cittadina. Regnò per quattro mesi, al tempo in cui un'enorme invasione di barbari dilagò in Gallia. L'esercito di stanza in Britannia voleva attraversare la Manica per fermare quest'orda, ma Graziano ordinò di non fare nulla. Allora, avendo scontentato i soldati, fu ucciso da loro, che scelsero come suo successore Costantino III.
Su questa figura storica, Goffredo di Monmouth modellò quella di Graciano Municeps, che lui definì re della Britannia nella sua Historia Regum Britanniae.

### Fonti primarie
- Olimpiodoro di Tebe, Discorsi storici, frammento 12
- Zosimo, Storia nuova, vi.2.1-2.
- Paolo Orosio, vii.40.4
- Sozomeno, Storia Ecclesiastica, ix.11.2.

### Fonti secondarie
- Jones, Arnold Hugh Martin, John Robert Martindale, John Morris, "Gratianus 3", The Prosopography of the Later Roman Empire, volume 1, Cambridge University Press, 1992, ISBN 0521072336, pp. 518-519.
- Michael E. Jones, The End of Roman Britain, 1996, p. 246.
- C. E. Stevens, "Marcus, Gratian, Constantine", Athenaeum, 35, 1957, p. 316–347.